# Mullaghareirk Mountains
Die Mullaghareirk Mountains (irisch: Mullach an Radhairc, „der Gipfel der Aussicht“) sind eine Bergkette in Irland, die sich über eine Länge von 32 km zwischen den Städten Abbeyfeale und Dromcolliher in der Grafschaft Limerick und Newmarket in der Grafschaft Cork erstrecken. Die Ortschaften Mountcollins und Rockchapel liegen im Gebirge. Die höchste Erhebung wird mit 408 m erreicht. 
Sowohl der River Feale als auch der Munster Blackwater entspringen in diesem Gebirge.